# Melayê Cezîrî
Melayê Cezîrî (* 1570; † 1640) war ein kurdischer Schriftsteller, Poet und Mystiker. Ceziri wurde in dem kurdischen Fürstentum von Botan, das etwa der heutigen Provinz Şırnak entspricht, geboren. Kulturell war Botan das Zentrum der Kurmandschi-Literatur.

## Leben
Melaye Ceziri, mit bürgerlichem Namen Ahmed, wurde auch Scheich Ahmede Ceziri genannt. Er war der Sohn von Mela Mohammed und gehörte zum Tariqa der Naqschbandi. Sein Geburtsort ist nicht bekannt, aber es wird angenommen, dass er zum Eşiret der Bohti, die in der al-Dschazira siedeln, gehörte. Nach einem Studium in Botans Hauptstadt Cizre machte er weitere Studien der Philosophie, Astrologie und Weissagung in verschiedenen Ländern wie Irak, Syrien, Ägypten und Persien. Ceziri wurde von den klassischen persischen Dichtern Hafis, Dschalal ad-Din Rumi und Dschami beeinflusst. Zurück in der Heimat lehrte er erst in Diyarbakir und ging danach endgültig nach Cizre.
Er wurde in der Madrasa Sor begraben.
Das bekannteste Werk Melaye Cezires ist der Dīwān, der zu den wichtigsten kurdischen Werken gehört. Der Diwan wurde zum ersten Mal für Europa von Martin Hartmann 1904 in Berlin gedruckt. Er zählt zu den frühesten kurdischen Werken. Es gibt bis heute sieben Editionen des Diwans, unter anderem von Zivingi. Diese enthält 120 Gedichte und drei Rubāʿī. Eine spätere Edition von Hejar enthält 117 Gedichte, Ghasels, Kassidas und drei Rubāʿī. Nach dem Gelehrten Mahmud Bayazidi, von dem die älteste schriftliche Quelle über Ceziri stammt, war der Poet in die Schwester des Fürsten von Botan verliebt und hatte ihr viele Ghasels gewidmet.